# Liza Lapira
Liza Lapira, född 3 december 1981 i Queens i New York, är en amerikansk skådespelerska, som är av filippinsk härkomst. Hon har bland annat spelat rollen som Kianna i dramafilmen 21, Michelle Lee i CBS-serien NCIS, och Ivy i Fox-serien Dollhouse. Sedan år 2021 spelar hon även rollen som Melody "Mel" Bayani i kriminaldramat The Equalizer.
År 2024 kommer Lapira att medverka som röstskådespelare, i den animerade Pixarfilmen Insidan ut 2. Hon kommer att ge röst åt karaktären Avsky i denna film, en roll som tidigare gjordes av Mindy Kaling, i föregångaren Insidan ut från 2015.

## Filmografi (i urval)

### Filmer
| År   | Titel                          | Roll            | Notering |
| ---- | ------------------------------ | --------------- | -------- |
| 2000 | Höst i New York                | Charlottes vän  |          |
| 2002 | Brown Sugar                    | Receptionist    |          |
| 2005 | Domino                         | Chinegro kvinna |          |
| 2006 | The Big Bad Swim               | Paula           |          |
| 2007 | LA Blues                       | Sandra          |          |
| 2008 | Cloverfield                    | Heather         |          |
| 2008 | 21                             | Kianna          |          |
| 2009 | Fast & Furious                 | Sophie Trinh    |          |
| 2009 | Table for Three                | Nerissa         |          |
| 2010 | Repo Men                       | Alva            |          |
| 2010 | Marmaduke                      | Party dog #1    | Röstroll |
| 2011 | Crazy, Stupid, Love            | Liz             |          |
| 2012 | The Happiest Person in America | Lara            | Kortfilm |
| 2014 | Someone Marry Barry            | Singel mamma    |          |
| 2017 | All I Wish                     | Darla           |          |
| 2018 | The Samuel Project             | Nadia Akiyama   |          |
| 2021 | The Fabulous Filipino Brothers | Teresa          |          |
| 2024 | Insidan ut 2                   | Avsky           | Röstroll |

### TV
| År        | Titel                                    | Roll                | Notering                                 |
| --------- | ---------------------------------------- | ------------------- | ---------------------------------------- |
| 1999      | Law & Order: Special Victims Unit        | Servitris           | Avsnitt: "Wanderlust"                    |
| 2001      | I lagens namn                            | Cheryl Treadwell    | Avsnitt:"A Losing Season"                |
| 2001      | Law & Order: Special Victims Unit        | Rebecca Chang       | Avsnitt: "Scourge"                       |
| 2003      | Sex and the City                         | Pam                 | Avsnitt: "Pick-A-Little, Talk-A-Little"  |
| 2004      | Brottskod: Försvunnen                    | Layla               | Avsnitt: "Legacy"                        |
| 2004      | The Sopranos                             | Amanda Kim          | Avsnitt: "Sentimental Education"         |
| 2004      | The Parkers                              | Shaquan             | Avsnitt: "At Last"                       |
| 2004-2006 | Huff                                     | Maggie Del Rosario  |                                          |
| 2006-2008 | NCIS                                     | Michelle Lee        |                                          |
| 2006      | Grey's Anatomy                           | Noelle Lavette      | Avsnitt: "Let the Angels Commit"         |
| 2007      | Monk                                     | Dr. Souter          | Avsnitt: "Mr. Monk Goes to the Hospital" |
| 2008      | Cityakuten                               | Christine           | 2 avsnitt                                |
| 2008      | Dexter                                   | Yuki Amado          | 5 avsnitt                                |
| 2009-2010 | Dollhouse                                | Ivy                 | 10 avsnitt                               |
| 2011      | Traffic Light                            | Lisa Reilly         |                                          |
| 2012      | Psych                                    | Tina                | Avsnitt: "Let's Doo-wop it Again"        |
| 2012-2013 | Don't Trust the B---- in Apartment 23    | Robin               |                                          |
| 2012      | Drop Dead Diva                           | Abby Halstead       | Avsnitt: "Winning Ugly"                  |
| 2013-2014 | Super Fun Night                          | Helen-Alice         |                                          |
| 2014      | Blue Bloods                              | Skye Bishop         | Avsnitt: "Insult to injury"              |
| 2015      | Battle Creek                             | Detective Jacocks   | 12 avsnitt                               |
| 2016      | Cooper Barrett's Guide to Surviving Life | Leslie Barrett      |                                          |
| 2016      | Angel from Hell                          | Jill                | Avsnitt: "Pilot"                         |
| 2017-2018 | 9JKL                                     | Eve Roberts         |                                          |
| 2018      | The Good Doctor                          | Ann Flores          | Avsnitt: "36 Hours"                      |
| 2019      | NCIS: New Orleans                        | Araminta Jax        | Avsnitt: "Crab Mentality"                |
| 2019      | Unbelievable                             | Mia                 | 8 avsnitt                                |
| 2019      | Nancy Drew                               | Victoria Fan        | 3 avsnitt                                |
| 2021      | The Equalizer                            | Melody "Mel" Bayani |                                          |